# Ildo Damiano
Ildo Damiano (Borgosesia, 23 giugno 1971) è un giornalista, scrittore e opinionista italiano, esperto di moda e comunicazione, stylist e docente.

## Biografia
Dopo aver frequentato la facoltà di architettura del Politecnico di Milano, diventa fashion designer all’E.N.F.A.P. (Ente Nazionale Formazione e Addestramento Professionale) e segue un master universitario della Comunità Europea di Giornalismo di moda e styling.

### Carriera giornalistica
Nel 1998 entra in Arnoldo Mondadori Editore collaborando ai settimanali Tutto Musica e Donna Moderna. Nel 2003 viene chiamato a far parte della redazione di Vanity Fair in Condè Nast, con cui lavora fino al 2011, quando diventa fashion director del mensile maschile GQ al fianco del direttore responsabile Gabriele Romagnoli, inventando un nuovo modo di raccontare la moda attraverso storie cinematografiche interpretate da volti noti. Dal 23 giugno 2010 è iscritto all’Ordine Nazionale dei giornalisti professionisti.
Nel 2013 diventa people contributor del settimanale Grazia del Gruppo Mondadori. Collabora con diverse altre testate italiane e straniere: Marie Claire, Elle, L’Espresso, Casa Vogue, Departure Magazine.

### Carriera televisiva
Debutta nel 1993 sul canale televisivo La7 con la trasmissione M.O.D.A., condotta da Cinzia Malvini. Nel biennio 2009/2010 è al fianco della conduttrice Victoria Cabello come ospite fisso della trasmissione Victor Victoria - Niente è come sembra, con la rubrica “Pistola alla tempia” e il “Signore degli aneddoti”.
Nel 2010 è il mentore dell’edizione italiana di Project Runway, andata in onda su Fox Life, al fianco della top model Eva Herzigová. Nel 2014 su Rai 3 tiene l’appuntamento "Notizie dal mondo" nel programma televisivo Kilimangiaro, condotto da Camila Raznovich. Opinionista su Rai 1 nella trasmissione La vita in diretta, condotta da Cristina Parodi e Marco Liorni. Nel 2016 e 2017 è anche ospite fisso al DopoFestival condotto da Nicola Favino su Rai 1. Nel 2016 è un panelist di Sbandati, trasmissione di Rai 2 condotta da Gigi e Ross e da Costantino della Gherardesca. Nel 2017 è l’esperto di moda di The Real il programma quotidiano di TV8 al fianco di Filippa Lagerbäck, Marisa Passera, Daniela Collu, Ambra Romani, Barbara Tabita.
Nel 2019 è opinionista e ospite fisso della giuria popolare della trasmissione Realiti - Siamo tutti protagonisti, condotta da Enrico Lucci su Rai 2. Nel 2020 è uno dei protagonisti della diretta La notte degli Oscar trasmessa sul canale Sky Uno e condotta da Francesco Castelnuovo.

### Carriera radiofonica
Nel 2000 debutta a Radio 24 con l’appuntamento di moda e salute Fashion trend. Nel 2010 è opinionista e inviato per Radio Deejay con Marisa Passera e Federico Russo. Nel 2015 ha un appuntamento fisso denominato “Pillole fashion” nel programma Pinocchio di Radio Deejay, condotto da La Pina e Diego Passoni. Successivamente è ospite a Rai Radio 2 nella trasmissione Non è un paese per giovani, condotta da Cristiana Capotondi, nel programma La strana coppia con Camila Raznovich, e poi ancora in Coppia Aperta con Benedetta Mazzini e Boosta. Nel 2020 ha seguito il Festival di Sanremo per Radio Monte Carlo nella veste di opinionista fisso.

### Attività accademica
Nel 2000 diventa docente del master di Fashion Styling e sistema moda all’Istituto Marangoni di Milano. Dal 2009 è docente alla Domus Academy, diventando nel 2011 direttore scientifico del corso master Fashion Styling e Visual Merchandising. Ha anche tenuto lecture al master Design and technology for fashion Communication della Fondazione Fashion Research Italy Archiviato il 6 agosto 2020 in Internet Archive. di Bologna e al master Fashion Styling tenutosi presso il Politecnico di Milano.

### Attività di consulenza
È consulente di styling per star dello spettacolo e del jet set internazionale nonché per diversi brand della moda internazionale. Nel 2003 ha partecipato alla realizzazione del libro Calcio con il fotografo Mariano Vivanco per Dolce & Gabbana e nel 2013 al libro fotografico Look Beyond di Giovanni Gastel. Nel 2019 ha curato l’immagine dell'album Vita ce n’è di Eros Ramazzotti.

## Televisione
- M.O.D.A. (La7, 1993)
- Victor Victoria - Niente è come sembra (La7, 2009-2010)
- Project Runway (Fox Life, 2010)
- Kilimangiaro (Rai 3, 2014)
- La vita in diretta (Rai 1)
- DopoFestival (Rai 1, 2016)
- Sbandati (Rai 2, 2016)
- The Real  (TV8, 2017)
- DopoFestival (Rai 1, 2017)
- Realiti - Siamo tutti protagonisti (Rai 2, 2019)
- La notte degli Oscar (Sky Uno, 2020)
- Vite da copertina (TV8, 2020-in corso) opinionista